# Opius adversus
Opius adversus är en stekelart som beskrevs av Papp 1980. Opius adversus ingår i släktet Opius och familjen bracksteklar. Inga underarter finns listade i Catalogue of Life.